# 乌尼亚
乌尼亚，是西班牙卡斯蒂利亚-拉曼恰昆卡省的一个市镇。总面积23平方公里，总人口134人（2001年），人口密度6人/平方公里。